# Coronavirus aviar
El coronavirus aviar es un coronavirus que infecta a las aves y causa la enfermedad asociada, la bronquitis infecciosa. Es un patógeno aviar altamente infeccioso que afecta el tracto respiratorio, el intestino, el riñón y los sistemas reproductivos de los pollos.
Afecta el desempeño de los pollos productores de carne y huevos; y es responsable de pérdidas económicas sustanciales dentro de la industria avícola.

## Clasificación
Pertenece al género Gammacoronavirus, o grupo 3, con un genoma de ARN monocatenario de sentido positivo y no segmentado.

## Patología

### Sistema respiratorio
Cuando se inhala, el virus se unirá a los receptores de glucoproteína que contienen ácido siálico en las células epiteliales ciliadas del epitelio respiratorio. La replicación respiratoria dará como resultado la pérdida de la actividad ciliar, acumulación de moco, necrosis y descamación, causando dificultad respiratoria y asfixia. La replicación local del virus provocará viremia y propagará la infección a otros tejidos y órganos. Otras enfermedades respiratorias de los pollos (Mycoplasma gallisepticum, laringotraqueítis infecciosa aviar ( alfaherpesvirus galido 1), enfermedad de Newcastle (paramixovirus aviar 1), la infección por metapneumovirus aviar puede confundirse clínicamente con bronquitis infecciosa. 

### Riñón
A través de la viremia, algunas cepas nefrotrópicas (la mayoría de alta virulencia) podrían infectar el epitelio renal en los túbulos y la nefrona, causando insuficiencia renal. En el examen general, los riñones pueden aparecer hinchados y de color pálido y con uratos en los uréteres.

### Sistema reproductivo
En las gallinas, este virus también alcanzará el oviducto, causando lesiones en el magnum (la glándula de la clara del huevo) y en el útero (la glándula de la cáscara del huevo), lo que lleva a una fuerte disminución de la producción de huevos, sin cáscara, frágil o huevos de cáscara áspera (lesión del útero) con claras acuosas (lesión magnum). La infección de los pollos en la pubertad, durante el desarrollo del oviducto, impedirá la formación del oviducto y destruirá la capacidad de colocación futura, dando como resultado "capas falsas". Sin embargo, otras enfermedades que afectan a las gallinas ponedoras podrían provocar esa afección.

## Vacunas
Hay vacunas atenuadas y vacunas inactivadas disponibles. Su eficacia se ve disminuida por la escasa protección cruzada. La naturaleza de la respuesta inmune protectora al coronavirus aviar es poco conocida, pero la proteína de la espiga superficial, la mitad S1 amino terminal, es suficiente para inducir una buena inmunidad protectora. Las vacunas experimentales de vectores IB y los coronavirus aviar manipulados genéticamente, con genes de proteína de espiga heteróloga, han producido resultados prometedores, incluso en el contexto de la vacunación in ovo.

## Otras lecturas
- Gomaa, M.H.; Barta, J.R.; Ojkic, D.; Yoo, D. (2008). «Complete genomic sequence of turkey coronavirus». Virus Research 135 (2): 237-246. PMID 18468711. doi:10.1016/j.virusres.2008.03.020.
- Una historia de coronavirus

- Datos: Q18965335
- Especies: Avian coronavirus